# 마랄변형계
《마랄변형계》(麻辣变形计)는 2016년 방송되었던 중국의 드라마이다.

## 소개
- 우연한 기회에 반항적인 소녀가 경호원 훈련 센터에 등록을 하게 되고 새로운 친구들을 만나 지독한 훈련 프로그램을 통해 전설적인 경호원으로 변신하는 모습을 그린 드라마

## 등장 인물
- 디리러바 - 관샤오디 역
- 마가 (马可) - 양다이웨이 역
- 애효기 (艾晓琪) - 장옌 역
- 왕양 (王洋) - 취티엔하이 역
- 왕욱 (王煜) - 팡쑤안 역
- 소병 (邵兵) - 슝쿼하 역
- 류잔 (刘潺) - 쥐량 역
- 강명양 (江明洋) - 샤오페이 역
- 커우전하이 - 천쓰칭 역